# N' My Neighborhood
N' My Neighborhood è il quinto album in studio del rapper statunitense MC Eiht, pubblicato il 20 giugno 2000 dalla Hoo-Bangin' Records e dalla Priority Records.

## Tracce
1. Intro – 2:08
2. Git Money (feat. Techniec & Tha Chill) – 3:32 (Aaron Tyler, David Williams, Vernon Johnson, Terry Allen)
3. Tha Hood Is Mine (feat. Mack 10 & Techniec) – 3:54 (Aaron Tyler, David Williams, Dedrick Rolison, Kannon Cross, William Moore)
4. From Yo Hood 2 My Hood – 3:44 (Aaron Tyler, Treyvon Green)
5. Till I Die (feat. Mack 10) – 4:42 (Aaron Tyler, Dedrick Rolison, Kannon Cross, William Moore)
6. Hold Up (feat. Soultre) – 4:28 (Aaron Tyler, Treyvon Green)
7. So Ruff – 3:52 (Aaron Tyler, Treyvon Green)
8. All Around the Hood (feat. Boom Bam & Barbara Wilson) – 4:00 (Aaron Tyler, Gene Heisser, Ryan Garner)
9. Must Be Murder – 4:56 (Aaron Tyler, N. Steele)
10. Lunatic – 3:53 (Aaron Tyler, Treyvon Green)
11. Hood Ratz – 3:59 (Aaron Tyler, N. Steele)
12. Once upon a Time N' the Ghetto – 4:24 (Aaron Tyler, Treyvon Green)

## Classifiche
| Classifiche (2000) | Posizione massima |
| ------------------ | ----------------- |
| Stati Uniti        | 95                |